# General Güemes (Salta)
General Güemes is een plaats in het Argentijnse bestuurlijke gebied Güemes in de provincie  Salta. De plaats telt 29.168 inwoners.